# Rachel Korine
Rachel Anna Korine, född Simon den 4 april 1986 i Nashville, Tennessee, är en amerikansk skådespelare. Hon har medverkat i filmerna Septien, Mister Lonely och Trash Humpers. Hon hade också en av huvudrollerna i Spring Breakers, en film skriven och regisserad av hennes make, Harmony Korine.

## Filmografi
- Mister Lonely
- The Dirty Ones
- Trash Humpers
- Septien
- Lotus Community Workshop
- The Fourth Dimension
- Spring Breakers
- Druid Peak
- Men Go To Battle